# Sant Joan de Caselles
Sant Joan de Caselles és una església romànica situada a la parròquia de Canillo, a Andorra. És a tocar de la carretera CG-2 que porta d'Andorra la Vella al Pas de la Casa, a la sortida del nucli urbà de Canillo.
L’edifici es va construir entre els segles X i XI, i va ser modificat múltiples vegades al llarg del temps, tant en l’arquitectura com en la pintura i l’escultura interiors.

## L'església i Caselles
A la parròquia de Canillo no hi ha cap nucli de població que s’anomeni Caselles, però quan l’església de Sant Joan va ser construïda, sí. Tota església està adscrita a un poble, i el de Caselles apareix documentat a les concòrdies del 1162 i del 1176. L'església apareix citada l'any 1312, quan hom l'esmenta com a depenent de Sant Serni de Canillo, església situada també a la mateixa parròquia de Canillo.
Sis-cents anys més tard, al Politar d’Antoni Puig (1763), només rep el nom de “Mas de Caselles”. Algun esdeveniment –possiblement un desastre natural, com una esllavissada– n’hauria provocat la desaparició. I com que no conservem vestigis visibles d’aquest poble, no sabem on era ubicat exactament. Potser l’església n’estava lleugerament allunyada, com passa en altres casos a Andorra, fet que n’hauria permès la supervivència.
En qualsevol cas, poca cosa sabem d’aquest poble que ja no existeix, però la riquesa arquitectònica de l’edifici i el valor artístic i qualitatiu de les obres d’art que conserva a l’interior ens demostren el dinamisme i la bonança d'aquest nucli desaparegut.
Les darreres excavacions arqueològiques han permès recuperar un cementiri medieval al voltant de l’església, és a dir, que es va localitzar la sagrera del temple. Aquestes excavacions també van servir per determinar que les persones enterrades en aquest cementiri eren ramaders i agricultors, amb una dieta basada en el vi i el blat.

## Arquitectura i història

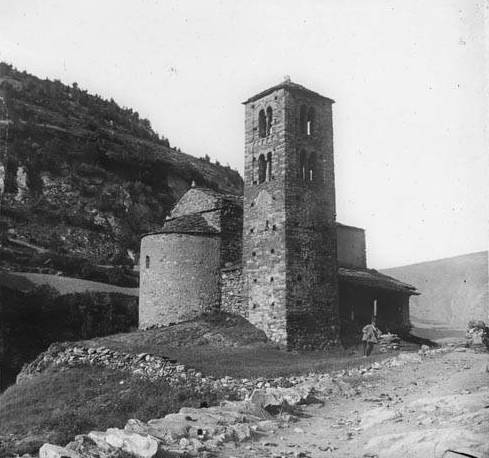
Sant Joan de Caselles en una imatge de 1882

Sant Joan de Caselles és un dels edificis cabdals de l'art romànic andorrà i una de les esglésies romàniques més destacades d’Andorra per la seva localització (al costat de la carretera general) i per les seves característiques constructives.
Inicialment, l’església es va començar a construir entre els segles X i XI. En aquesta etapa es va aixecar un temple preromànic de petites dimensions, amb una sola nau i un absis orientat cap a l’est. Durant el segle XII s’hi va afegir un campanar de planta quadrada d’estil romànic llombard amb finestres geminades i arcs cecs. Ja al segle XIV, es va reconstruir l’absis i s’hi va donar forma de semicercle.
Uns segles més tard, al llarg de l’edat moderna, es va afegir un cor a l’interior i un retaule i es va canviar la coberta de l’església, incorporant-hi dos porxos nous. Des de l’any 1930 fins a l’actualitat, s’han anat fent diverses intervencions i campanyes arqueològiques per assegurar el seu estat de conservació.

## L'interior de l'església

### El crist en estuc
Pel que fa a l’art pictòric, hi trobem una de les obres més destacades del romànic andorrà. Aquest conjunt data del segle XII i és un exemplar únic dins el sud-oest europeu, per l’originalitat en la fabricació, la composició i la iconografia. Es tracta d’una obra que combina dos tècniques i materials diferents, la pintura mural al fresc i l’escultura en estuc. Per tant, l’obra la van confeccionar possiblement dos artistes, que van realitzar in situ tant l’escultura com la pintura.
Aquest conjunt representa la crucifixió de Crist. Hi veiem Jesús viu a la creu, amb els ulls oberts, amb una túnica rosa i amb el nimbe. De fet, Crist hi apareix representat triomfant sobre la mort i sense signes de dolor.

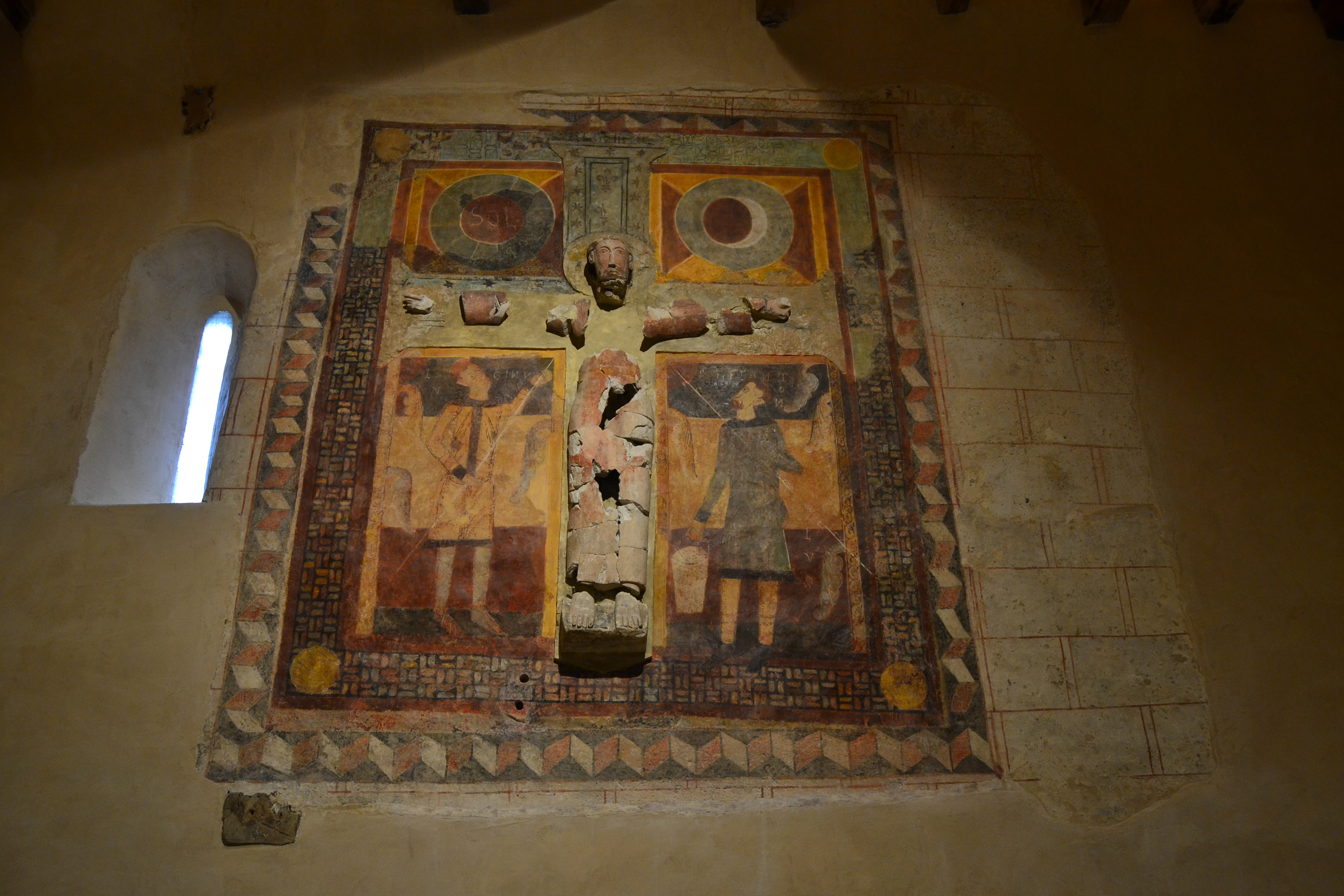
Crist en estuc de Sant Joan de Caselles

Al voltant de la creu, unes pintures completen l’obra. A la part superior, trobem el sol i la lluna, que fan referència a l’eclipsi que va ocórrer en el moment de la mort de Jesús a la creu. Però, més enllà de l’eclipsi, són símbols universals que representen dos conceptes complementaris i oposats com el principi i la fi, l’alfa i l’omega, el dia i la nit o el bé i el mal. Relacionats precisament amb aquesta oposició, a sota, apareixen dos personatges que escenifiquen l’abans i el després de la mort de Crist, així com un contrast entre el bé i el mal. Sota la lluna Estefató dona vinagre a Jesús amb una canya. Al costat oposat, sota el sol, Longinus li clava una llança. Mentre que Estefató sembla tenir un acte de misericòrdia amb Jesús, li dona a beure vinagre en un acte de burla. En canvi, Longinus, que participa de la seva mort, el reconeix com a fill de Déu. Tots dos dirigeixen la mirada cap a Jesús i tenen postures similars, quasi emmirallades, però representen dos actituds oposades. És molt habitual, en la iconografia cristiana, veure el mal representat a l’esquerra de Jesús i el bé a la dreta.
Un altre tema que aborda aquest conjunt és el paper de la sang de Crist, cosa que també es veu reflectida en l’ús dels colors, amb un clar predomini del vermell. L’escena està emmarcada per diverses sanefes, però la més externa data d’entre els segles XIII i XIV, moment en què es van fer les pintures gòtiques.

### El retaule

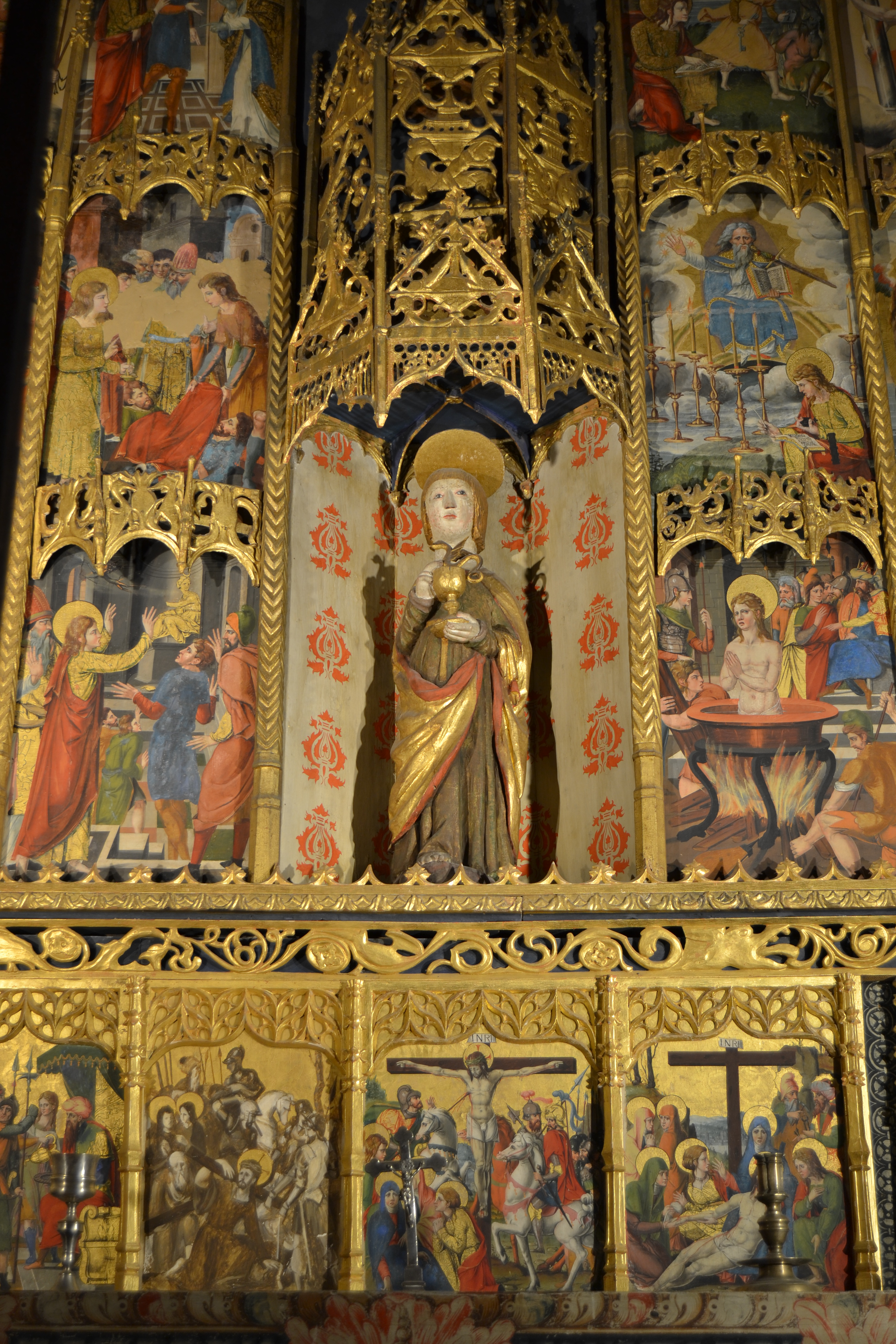
Retaule de Sant Joan de Caselles

Es tracta d’un retaule renaixentista amb molts elements decoratius d’influència gòtica. Pel que fa a la iconografia, la figura central del retaule és sant Joan (apòstol i evangelista), patró de l’església de Caselles. Joan apareix amb un dels seus atributs principals: la copa de verí, objecte amb el qual fou martiritzat.
El retaule és obra del mestre de Canillo i es va construir vers l'any 1537. Val a dir, que aquest retaule, juntament amb el de Sant Miquel de Prats, són unes de les joies del patrimoni artístic andorrà de l'època moderna.
Al voltant de sant Joan, es representen escenes i miracles de la seva vida: la primera escena relata el moment en què s’intenta executar Joan submergint-lo en oli bullent. Joan no mor i l’emperador Domicià l’expulsa a l’illa de Patmos, on tindrà les visions que s’il·lustren a continuació. La visió més important és l’aparició de Jesucrist, que li fa saber que hi haurà una apocalipsi. Joan, com a autor d’un evangeli, deixarà per escrit aquesta revelació, com a capítol final del Nou Testament i que, amb un caràcter profètic, dona tot el sentit a la missió de Jesús: revelar la fi del món. La resta de visions les observem a la part dreta (anunci solemne del regne de Déu per part de l’àngel vestit de núvol i veu de tro; visió de la dona vestida de sol i el drac de set caps, que representen Maria a punt d’infantar Jesús i el diable disposat a cruspir-se el nadó; visió del diable encadenat per mil anys, en què Joan contempla l’àngel que tenia la clau de l’abisme i Satanàs lligat amb una gran cadena), mentre que a l’esquerra es relaten els miracles que Joan va protagonitzar (transformació de l’or i les gemmes; miracle del jove ressuscitat; Joan dialogant amb Crató sobre el menyspreu per les coses terrenals; miracle de la copa de verí i la resurrecció dels dos condemnats a mort; conversió d’un lladre que Joan posa sota tutela d’un bisbe).
A la predel·la trobem representada la passió de Crist, juntament amb una representació de sant Pere amb les claus del cel. Hi ha una predel·la reproduïda a llapis, que correspon a una part que no s'ha pogut recuperar després del robatori de què va ser objecte l'any 1935 . Tot el perímetre corb del retaule està resseguit per un guardapols decorat amb motius vegetals i les figures dels dotze apòstols amb els seus símbols.
Finalment, a l’esquerra, veiem una pintura sobre fusta que destaca respecte del retaule, ja que s’hi va afegir més tard (segles XVII-XVIII). Es tracta d’un memento mori, que significa ‘recorda que moriràs’, i transmet la fugacitat de la vida i la vanitat de la vida terrestre, segons la idea que l’home ha de viure una vida allunyada de les qüestions materials.

### Les reixes i el mobiliari

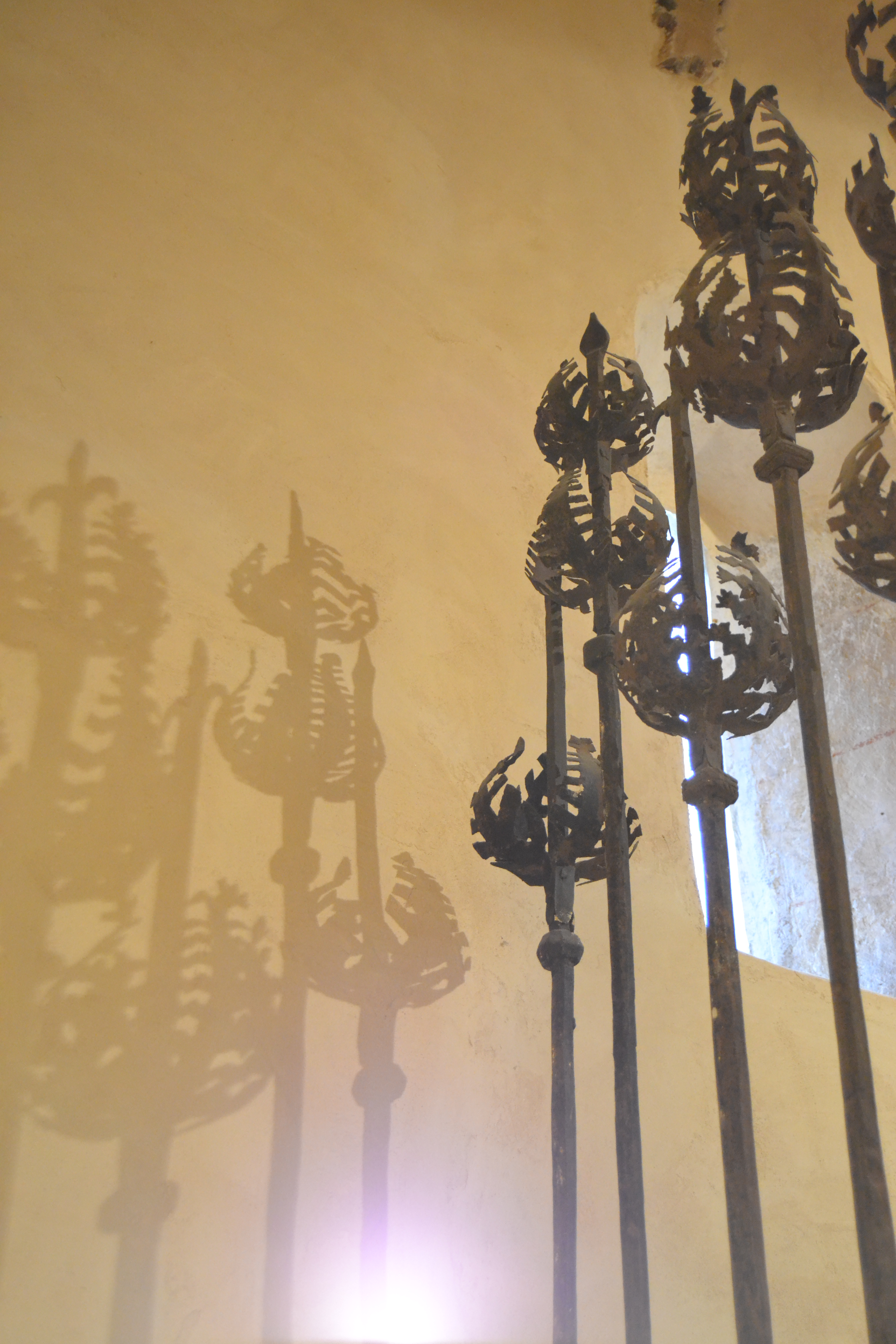
Reixa de Sant Joan de Caselles

Podem veure a l’interior de l’església elements que fan referència a la vida quotidiana dels habitants. La presència del cor de fusta, per exemple, ens explica com l’església s’adapta a un augment de la població amb una solució que permet no haver de modificar l’estructura de l’edifici.
Les reixes, encara que serveixin com a protecció dels béns que es troben a l’absis, tenen també una funció embellidora, ja que presenten una acurada decoració a la part superior i restes de policromia.
La seva presència ens recorda la producció siderúrgica que es va desenvolupar a Andorra a partir del segle XVII. El mobiliari, com els bancs i l’arca, ens fan pensar en els vilatans que durant segles es van aplegar a l’església de Caselles no només per sentir missa, sinó també per discutir d’afers polítics. Relacionat amb això, la campana que podem observar a l’esquerra del retaule servia per marcar l’inici dels consells del Comú.